# Sag Harbor
Sag Harbor – wieś w Stanach Zjednoczonych, w stanie Nowy Jork, w hrabstwie Suffolk.